# 我是大哥大!!
《我是大哥大!!》為日本漫畫家西森博之創作的日本漫畫作品。簡稱「今日俺」。
本作品是西森博之在小學館Sunday雜誌發表的第一部連載。開始是在《增刊少年Sunday》1988年9號至1990年8號連載，後轉移至《週刊少年Sunday》1990年40號繼續，至1997年47號完結，單行本共38冊。曾改編成OVA動畫、真人錄影帶，2018年10月至12月播出真人電視劇。
單行本銷售量累計至今超過4000萬冊。2018年10月12日，於電視劇播映期間，將於同年11月24日發售的《週刊少年SundayS》2019年1月號連載「我是大哥大!! 特別篇」，同年11月宣布開始連載續篇《我是大哥大!! ～勇者佐川與那兩人篇～》。

## 登場人物

### 私立軟葉高中
三橋貴志
配音：松本保典（日本）
本作男主角。身高（自稱）181公分。高一時以轉學為契機染了金髮並成為不良少年。
人稱「金髮惡魔」，為人奸滑狡詐，主張只要能贏則可不擇手段。打架時多使用陰險的手段，吃了虧必將加倍奉還。
醉酒後會變得十分溫順，一旦被攻擊則會比平時還兇暴。輕狂不羈的性格下有著怕鬼等膽小的一面。
伊藤真司
配音：堀秀行（日本）
本作另一男主角。身高180公分（計入高聳的頭髮約有205公分）左右。正直而剛毅，髮型帶刺的不良少年。與三橋同以轉學為契機成為不良；為人老實、富有正義感，深受校內同儕的青睞。
光明磊落的個性使其打架時不免吃虧，卻也因此頗受他人尊崇與賞識。
家境富裕，興趣是培養水族箱，喜歡說冷笑話。
赤坂理子
配音：草地章江（日本）
本作女主角。赤坂道場的獨生女，擅長合氣道的嬌小少女。三橋為其解圍後轉至軟高，對三橋抱有好感，對方卻屢屢不能察覺。
稱三橋為「小三（さんちゃん）」，校內少數能壓制三橋並與之作對的存在，被不少人視作軟高真正的老大。
田中良
配音：菊池正美（日本）
赤坂道場的門徒。對理子抱有好感。
高崎秀一
剛正不阿的熱血少年。在校內坐擁不亞於伊藤的人氣。
經常撞見伊藤和京子的放閃場面。
榊原雄一
三橋等人的學弟，號稱「國中版三橋」。以卑鄙而言有著足以媲美三橋的才能，被三橋等人教訓後折服的幼苗。畢業後進入軟高，被三橋視作自己的小弟。

### 青蘭女子高中
早川京子
配音：折笠愛（日本）
本作第二女主角。原不良少女兼青蘭老大，為伊藤所救後與之相戀，長相清秀的氣質美女。平時溫柔婉約，生起氣來十分有魄力，連伊藤見了都為之所懼。

### 紅羽高中
今井勝俊
配音：屋良有作（日本）
紅高的老大。外貌挺拔俊俏，頭腦簡單四肢發達的不良少年。
谷川安夫
配音：矢尾一樹（日本）
今井的友人兼跟班。身形矮小，同情今井悲慘待遇的同時十分欣賞他耿直的處事作風。
中野誠
配音：檜山修之（日本）
在京都與三橋等人結下樑子後轉至紅高的不良少年。性格冷淡，意外地有熱血的一面。

### 開久高中
片桐智司
配音：大塚明夫（日本）
開久的老大。力量與恐怖兼備的強者。
畢業後經營章魚燒攤販。
相良猛
配音：辻谷耕史（日本）
人稱「狂犬相良」，開久的No.2。

### 其他
森川涼子
配音：黑田由美（日本）
經常被誤認為大姐大的劍道少女。對今井抱有好感，卻因不坦率的性格和笨拙的表達方式難以傳至今井的心底。

## 出版書籍
| 冊數 | 小學館         | 小學館             |
| 冊數 | 發售日期       | ISBN               |
| ---- | -------------- | ------------------ |
| 1    | 1989年12月14日 | ISBN 4-09-122401-6 |
| 2    | 1990年5月18日  | ISBN 4-09-122402-4 |
| 3    | 1990年10月18日 | ISBN 4-09-122403-2 |
| 4    | 1991年3月18日  | ISBN 4-09-122404-0 |
| 5    | 1991年4月18日  | ISBN 4-09-122405-9 |
| 6    | 1991年6月18日  | ISBN 4-09-122406-7 |
| 7    | 1991年9月18日  | ISBN 4-09-122407-5 |
| 8    | 1991年11月18日 | ISBN 4-09-122408-3 |
| 9    | 1992年1月18日  | ISBN 4-09-122409-1 |
| 10   | 1992年3月18日  | ISBN 4-09-122410-5 |
| 11   | 1992年5月18日  | ISBN 4-09-123051-2 |
| 12   | 1992年7月17日  | ISBN 4-09-12305-20 |
| 13   | 1992年10月17日 | ISBN 4-09-123053-9 |
| 14   | 1993年2月18日  | ISBN 4-09-123054-7 |
| 15   | 1993年5月18日  | ISBN 4-09-123055-5 |
| 16   | 1993年7月17日  | ISBN 4-09-123056-3 |
| 17   | 1993年10月18日 | ISBN 4-09-123057-1 |
| 18   | 1993年12月11日 | ISBN 4-09-123058-X |
| 19   | 1994年3月18日  | ISBN 4-09-123059-8 |
| 20   | 1994年6月18日  | ISBN 4-09-123060-1 |
| 21   | 1994年8月10日  | ISBN 4-09-123391-0 |
| 22   | 1994年12月10日 | ISBN 4-09-123392-9 |
| 23   | 1995年3月18日  | ISBN 4-09-123393-7 |
| 24   | 1995年6月17日  | ISBN 4-09-123394-5 |
| 25   | 1995年7月18日  | ISBN 4-09-123395-3 |
| 26   | 1995年11月18日 | ISBN 4-09-123396-1 |
| 27   | 1996年3月18日  | ISBN 4-09-123397-X |
| 28   | 1996年5月18日  | ISBN 4-09-123398-8 |
| 29   | 1996年8月10日  | ISBN 4-09-123399-6 |
| 30   | 1996年10月18日 | ISBN 4-09-123400-3 |
| 31   | 1997年1月18日  | ISBN 4-09-125181-1 |
| 32   | 1997年3月18日  | ISBN 4-09-125182-X |
| 33   | 1997年5月17日  | ISBN 4-09-125183-8 |
| 34   | 1997年7月18日  | ISBN 4-09-125184-6 |
| 35   | 1997年10月18日 | ISBN 4-09-125185-4 |
| 36   | 1997年12月10日 | ISBN 4-09-125186-2 |
| 37   | 1998年2月18日  | ISBN 4-09-125187-0 |
| 38   | 1998年3月18日  | ISBN 4-09-125188-9 |

- 廉價版〈少年Sunday Comics 廉價版〉

| 冊數 | 小學館         | 小學館             |
| 冊數 | 發售日期       | ISBN               |
| ---- | -------------- | ------------------ |
| 1    | 2000年8月9日   | ISBN 4-09-125881-6 |
| 2    | 2000年10月16日 | ISBN 4-09-125882-4 |
| 3    | 2000年12月16日 | ISBN 4-09-125883-2 |
| 4    | 2001年2月16日  | ISBN 4-09-125884-0 |
| 5    | 2001年4月16日  | ISBN 4-09-125885-9 |
| 6    | 2001年6月16日  | ISBN 4-09-125886-7 |
| 7    | 2001年8月9日   | ISBN 4-09-125887-5 |
| 8    | 2001年10月16日 | ISBN 4-09-125888-3 |
| 9    | 2001年12月15日 | ISBN 4-09-125889-1 |
| 10   | 2002年2月16日  | ISBN 4-09-125890-5 |
| 11   | 2002年4月16日  | ISBN 4-09-125891-3 |
| 12   | 2002年6月15日  | ISBN 4-09-125892-1 |
| 13   | 2002年8月9日   | ISBN 4-09-125893-X |
| 14   | 2002年10月16日 | ISBN 4-09-125894-8 |
| 15   | 2002年12月16日 | ISBN 4-09-125895-6 |
| 16   | 2003年2月15日  | ISBN 4-09-125896-4 |
| 17   | 2003年4月16日  | ISBN 4-09-125897-2 |
| 18   | 2003年6月16日  | ISBN 4-09-125898-0 |
| 19   | 2003年8月8日   | ISBN 4-09-125899-9 |

- 文庫版〈小學館文庫〉

| 冊數 | 小學館         | 小學館                 |
| 冊數 | 發售日期       | ISBN                   |
| ---- | -------------- | ---------------------- |
| 1    | 2011年4月15日  | ISBN 978-4-09-193468-0 |
| 2    | 2011年4月15日  | ISBN 978-4-09-193469-7 |
| 3    | 2011年5月14日  | ISBN 978-4-09-193470-3 |
| 4    | 2011年6月15日  | ISBN 978-4-09-193471-0 |
| 5    | 2011年7月15日  | ISBN 978-4-09-193472-7 |
| 6    | 2011年8月12日  | ISBN 978-4-09-193473-4 |
| 7    | 2011年9月15日  | ISBN 978-4-09-193474-1 |
| 8    | 2011年10月15日 | ISBN 978-4-09-193475-8 |
| 9    | 2011年11月15日 | ISBN 978-4-09-193476-5 |
| 10   | 2011年12月15日 | ISBN 978-4-09-193477-2 |
| 11   | 2012年1月14日  | ISBN 978-4-09-193478-9 |
| 12   | 2012年2月15日  | ISBN 978-4-09-193479-6 |
| 13   | 2012年3月15日  | ISBN 978-4-09-193480-2 |
| 14   | 2012年4月14日  | ISBN 978-4-09-193486-4 |
| 15   | 2012年5月15日  | ISBN 978-4-09-193487-1 |
| 16   | 2012年6月15日  | ISBN 978-4-09-193488-8 |
| 17   | 2012年7月14日  | ISBN 978-4-09-193489-5 |
| 18   | 2012年8月10日  | ISBN 978-4-09-193490-1 |

### 其它書籍
官方導讀

- 2018年10月12日發售、ISBN 978-4-09-128712-0

續篇
《我是大哥大!! ～勇者佐川與那兩人篇～》
- 2019年4月18日發售、ISBN 978-4-09-129215-5

## OVA
全10卷。劇情發展順序與原作漫畫有些不同。OVA於中野來到千葉後與無賴們引起騷動的地方完結。後曾於Animax、Channel NECO、Kids Station及AT-X等衛星電視頻道重播。

### 主題歌
片尾曲
作詞、作曲、主唱：Kera，編曲：T.K.O.P
其歌曲與歌詞的內容跟三橋貴志的個性和聲音接近。
插入歌
- 「FUTURE OF COLORFUL HIGH SCHOOL LIFE」
作詞、作曲、主唱：Kera，編曲：T.K.O.P

作詞：井上貴代美，作曲：惠比壽司，編曲：角田英之，主唱：珉餃子
「！」
作詞：氏神一番（日语：カブキロックス (バンド)），作曲：青木秀樹，編曲：角田英之，主唱：、制服向上委員會（日语：制服向上委員会）、氏神一番
「Escape Journey」
作詞：彌勒，作曲、編曲：川上了，主唱：草地章江（日语：草地章江）

### 製作人員
- 導演：森健（#1）、案納正美（#2～#10）
- 編劇：大橋志吉
- 人物設定、作畫監督：大西雅也（日语：大西雅也）
- 分鏡：森健（#2～#10）
- 美術監督：土師勝弘（日语：土師勝弘）（#1）、宮野隆（#2～#5、#9、#10）、天水勝（#6～#8）
- 攝影監督：野口肇（#1）、福島敏行（#2）、堀越弘伸（#3～#10）
- 剪輯：掛須秀一（日语：掛須秀一）（#1）、關一彥（#2～#10）
- 音樂：埜巴紀見男、川上了（日语：川上了）（#2～#10）
- 音響監督：藤山房伸
- 製作人：福與雅子、深草禮子
- 製作：東寶、Studio Pierrot

### 配音員
- 三橋貴志：松本保典
- 伊藤真司：堀秀行
- 赤理子：草地章江（日语：草地章江）
- 早川京子：折笠愛
- 田中良：菊池正美
- 佐川直也：三木真一郎、真殿光昭
- 今井勝俊：屋良有作
- 谷川安夫：矢尾一樹
- 小山太郎：高木涉
- 中野誠：檜山修之
- 片桐智司、白鳥：大塚明夫
- 相良猛：谷耕史
- 佐佐木老師：菅原正志
- 藤枝：笹岡繁藏
- 公雞：納谷六朗
- 丸田：荒川太郎（日语：荒川太朗）
- 村井：梅津秀行
- 本間：小形滿
- 五十嵐（兄）：森川智之
- 五十嵐光秀：關智一
- 勇田：星野充昭（日语：星野充昭）
- 堤：藤原啟治
- 香川：玄田哲章
- 須藤：梁田清之
- 增田：三木真一郎
- 赤理子的父親：青野武
- 黑崎鐵矢：古澤徹
- 黑崎鐵矢的父親：飯塚昭三
- 森川涼子：黑田由美
- 三橋愛美／三橋貴志的母親：湯屋敦子
- 美佐子：井上喜久子

### 各卷標題
〈〉內為中文譯名。每卷1話，總共10話。1993年至1996年發售。
| #  | 標題                      | 發售日期       |
| -- | ------------------------- | -------------- |
| 1  | !! 〈我是大哥大!! 第1卷〉 | 1993年4月1日   |
| 2  | !!                        | 1994年5月1日   |
| 3  | !!                        | 1994年8月1日   |
| 4  | !! ！                     | 1995年5月1日   |
| 5  | !!                        | 1995年11月1日  |
| 6  | !!                        | 1996年2月1日   |
| 7  | !! GO！GO！GO！           | 1996年8月1日   |
| 8  | !! ！                     | 1996年12月21日 |
| 9  | !!                        | 1996年12月21日 |
| 10 | !!                        | 1996年12月21日 |

## 東映V錄影帶系列

### 製作人員
- 導演：鹿島勤（日语：鹿島勤）、伊藤裕彰（日语：伊藤裕彰）
- 製作人：服部紹男、國松達也
- 製作總指揮：渡邊亮德（日语：渡邊亮徳）
- 企劃：黑澤滿、石川茂夫
- 編劇：田部俊行（日语：田部俊行）
- 攝影：森勝
- 美術：小林正義
- 剪輯：阿部嘉之
- 音樂：大內義昭（日语：大内義昭）
- 音樂製作人：高桑忠男
- 音樂監督：鈴木清司（日语：鈴木清司）
- 助理導演：大津是
- 協力製作：Central Arts（日语：セントラル・アーツ）
- 製作：東映視訊（日语：東映ビデオ）、Sega Enterprises

### 演員
原作共通
- 三橋貴志：三橋貴志
- 伊藤真司：中倉健太郎（日语：中倉健太郎）
- 赤理子：中嶋美智代、望月真由（日语：Melody (アイドルグループ)#メンバー）（Melody（日语：Melody (アイドルグループ)））、今村雅美（日语：今村雅美）、高橋香織（日语：高橋かおり）
- 早川京子：細川直美、佐藤藍子、細木美和（日语：細木美和）、久我陽子（日语：久我陽子）
- 田中良：明賀則和
- 高崎秀一：川井博之（日语：川井博之）
- 今井勝俊：內田大介
- 谷川安夫：津久井啟太
- 片桐智司：正木蒼二（日语：正木蒼二）
- 相良晃司[注 2]：佐伯太輔
- 赤理子的父親：佐藤二朗
- 森川涼子：若杉南（日语：Melody (アイドルグループ)#メンバー）（Melody）
- 桐村：外川貴博（日语：外川貴博）
- 奈津美：荒井乃梨子（日语：荒井乃梨子）
- 小林老師：鹽見三省（日语：塩見三省）
- 香川琢朗：元冬樹（日语：モト冬樹）
- 小野老師：香川照之

### 各卷標題
〈〉內是中文翻譯名稱。總共5部。1993年至1994年發售。
| # | 標題                                 | 發售日期      |
| - | ------------------------------------ | ------------- |
| 1 | !!〈我是大哥大!!〉                   | 1993年1月8日  |
| 2 | !! 2〈我是大哥大!! 2〉               | 1993年7月9日  |
| 3 | !! 〈我是大哥大!! 電擊十七歲〉       | 1995年1月13日 |
| 4 | !! 〈我是大哥大!! 加油十七歲〉       | 1997年4月11日 |
| 5 | !! 〈我是大哥大!! 風起雲湧的十七歲〉 | 1997年5月9日  |

## 真人電影
以《我是大哥大!!》為標題，1994年2月19日在日本劇院公開首映。
製作人員、演員與東映V系列版相同。

### 同時上映作品
「BE-BOP-HIGHSCHOOL」
- 出演：岸本祐二（日语：岸本祐二）、庄司哲郎（日语：庄司哲郎）、竹中直人
- 導演：木內一裕（日语：きうちかずひろ）

## 電視劇
2018年10月14日起至12月16日，每週日22時30分至23時25分，在日本電視台的『週日連續劇』時段首播。賀來賢人主演，福田雄一執導。
使用的主題歌（片頭主題曲）歌名，主唱由電視劇演員組成的樂團“我是大樂團”翻唱。
此外，以前經常參加福田執導電影的演員小栗旬、堤真一、山田孝之等人會在每一集中友情出演。
第二男主角伊藤真司飾演者伊藤健太郎頂著“尖刺頭”的髪型並非戴著假髮，而是使用整髮液抹在真髮、全部往上梳成。
2020年7月17日，宣布劇場版公開決定的訊息，在同日的週五ROAD SHOW！時段播出特別篇。此外，同年7月12日至8月15日也將作為特別版於週六、週日關東地區有線電視再放送。

### 電視劇演員
- 三橋貴志：賀來賢人
- 伊藤真司：伊藤健太郎
- 赤坂理子：清野菜名[13]
- 早川京子：橋本環奈[13]
- 今井勝俊：仲野太賀
- 谷川安夫：矢本悠馬
- 川崎明美[注 3]：若月佑美[14]
- 佐川直也：柾木玲彌（日语：柾木玲弥）[14]
- 片桐智司：鈴木伸之
- 相良猛：磯村勇斗
- 坂本老師：次郎（日语：シソンヌ#メンバー）（SISSONNE（日语：シソンヌ））[15]
- 反町老師：長谷川忍（日语：シソンヌ#メンバー）（SISSONNE）[15]
- 水谷老師：豬塚健太[16]
- 山口老師：愛原實花[16]
- 椋木老師[注 3]：室剛[14]
- 三橋愛美：瀨奈純[16]
- 赤坂哲夫：佐藤二朗[14]
- 三橋一郎：吉田鋼太郎[16]

#### 各話演員
第1話
- 床屋：小栗旬
- 井上：波岡一喜（日语：波岡一喜）
- 丸田：澀谷謙人（日语：渋谷謙人）（第9話、最終話）
- 月川：城田優（最終話）

第2話
- 黑崎：田聰
- 岸本：阿部亮平（日语：阿部亮平 (俳優)）

第3話
- 焰燃：柳樂優彌

第4話
- 大師：橋本潤
- 純一：戶塚純貴
- 佐川的女友：HARA〈原佑希〉（UNIVERSE）

第5話
- 紅野：中村倫也
- ：平埜生成（日语：平埜生成）
- ：池田純矢
- 岩田：市川刺身（日语：市川刺身）
- 竹之子族女性：島崎遙香

第6話
- 剛田：勝矢
- 組長：高橋克實
- 泡泡浴店員：山田孝之
- 風俗小姐：手島優（日语：手島優）

第7話　
- 小學生：橫山步（日语：横山歩）、與其他2名童星
- 被三橋窺視住家的住戶：池谷伸枝（日语：池谷のぶえ）

第8話
- 遮罩安全帽男：須賀健太
- 軟葉高中的新生：濱邊美波

等多數
第9話　
- 八百屋店員：新井浩文
- 冒牌三橋：川久保拓司
- 冒牌伊藤：酒井健太（ALCO&PEACE（日语：アルコ&ピース））

第10話（最終話）
- 輝組組長：堤真一
- 香取：山崎賢人

### 製作人員
- 導演、編劇：福田雄一
- 演出：福田雄一、鈴木勇馬
- 音樂：瀨川英史（日语：瀬川英史）
- Avant旁白：嶋大輔（日语：嶋大輔）
- CM旁白：千葉繁
- 外景協力：足利市影像之町推進課、前橋觀光Ccnvention協會、高崎電影委員會、栃木縣立足利高等學校（日语：栃木県立足利高等学校） 等
- 動作指導：田景也（Stand Team Gocoo）
- 替身：難波一宏、渡邊諒（Stand Team Gocoo）
- 技術協力：NiTRo（日语：日テレ・テクニカル・リソーシズ）、Chiaroscuro攝影事務所、FirstShot（日语：ファーストショット）
- 照明協力：Office Doing
- 美術協力：日視藝術（日语：日本テレビアート）
- 特殊化妝：梅澤壯一（日语：梅沢壮一）
- 後期製作：L'ESPACE VISION（日语：レスパスビジョン）
- 總製作人：福士睦（日语：福士睦）（第1話～第7話）→池田健司（第8話～）
- 製作人：高明希、松本明子
- 協力製作：AX-ON（日语：日テレアックスオン）
- 製作著作：日本電視台

### 播出日程
| 各話                                         | 播出日期   | 日文標題 | 專欄 | 演出     | 收視率 |
| -------------------------------------------- | ---------- | -------- | ---- | -------- | ------ |
| 第1話                                        | 10月14日   |          |      | 福田雄一 | 9.8%   |
| 第2話                                        | 10月21日   |          |      | 福田雄一 | 08.3%  |
| 第3話                                        | 10月28日   |          |      | 福田雄一 | 8.9%   |
| 第4話                                        | 11月4日    |          |      | 福田雄一 | 9.1%   |
| 第5話                                        | 11月11日   |          |      | 福田雄一 | 9.8%   |
| 第6話                                        | 11月18日   |          |      | 福田雄一 | 9.4%   |
| 第7話                                        | 11月25日   |          |      | 鈴木勇馬 | 10.6%  |
| 第8話                                        | 12月2日    |          |      | 鈴木勇馬 | 9.4%   |
| 第9話                                        | 12月9日    |          |      | 福田雄一 | 10.8%  |
| 最終話                                       | 12月16日   |          |      | 福田雄一 | 12.6%  |
| 特別篇                                       | 2020年夏天 |          |      |          |        |
| （收視率由Video Research於日本關東地區統計） |            |          |      |          |        |

### 劇場版
預定2020年7月17日於東寶公開預定。故事內容以原作北根壞高校篇構成為基礎。

#### 劇場版演員
與上面2018年電視劇版陣容相同。
劇場版追加演員
- 森川悟：泉澤祐希
- 森川涼子：山本舞香
- 柳銳次：柳樂優彌
- 大嶽重弘：榮信（日语：栄信）

| 日本電視台 週日連續劇                    | 日本電視台 週日連續劇                                        | 日本電視台 週日連續劇 |
| ---------------------------------------- | ------------------------------------------------------------ | --------------------- |
|                                          | 我是大哥大!! （2018年10月14日－12月16日）                    |                       |
| ZERO 千金遊戲 （2018年7月15日－9月16日） | 3年A班-從此刻起，大家都是我的人質- （2019年1月6日－3月10日） |                       |

## 其它
- 『不良×抗爭！我是大哥大!!』（社群網路遊戲，mobage，2012年3月16日起上線，尋寶、道具收費制）

## 腳註

## 外部連結
- 《我是大哥大!!》Sunday名作博物館 （日語）－小學館《少年Sunday》官方網站。
- 我是大哥大!! 日本電視台 （页面存档备份，存于）節目官方網站 （日語）
  - 【官方】我是大哥大‼︎的X（前Twitter） （日語）
  - 【官方】我是大哥大‼︎的Instagram帳戶 （日語）
  -  （日語）－《我是大哥大!!》官方部落格。
- 我是大哥大!!（漫畫）在動畫新聞網百科全書中的資料（英文） （英文）